# Craterocephalus gloveri
Glover's hardyhead (Craterocephalus gloveri) là một loài cá thuộc họ Atherinidae. Nó là loài đặc hữu của Úc.